# Metropolia Toledo
Metropolia toledańska – metropolia Kościoła rzymskokatolickiego w Hiszpanii. Składa się z metropolitalnej archidiecezji toledańskiej i czterech diecezji. Została ustanowiona w IV wieku. Arcybiskup metropolita Toledo jest zwyczajowo prymasem Hiszpanii. Od 2020 godność tę sprawuje abp Francisco Cerro Chaves. 
W skład metropolii wchodzą:
- archidiecezja toledańska
- diecezja Albacete
- diecezja Ciudad Real
- diecezja Cuenca
- diecezja Sigüenza-Guadalajara